# Accordo di nona

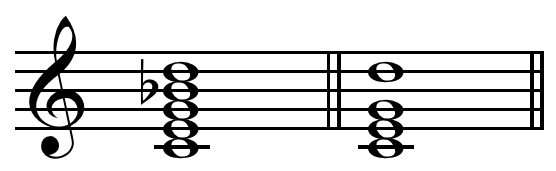
Un DO di nona.

Un accordo di nona, o quintiade, è un accordo ottenuto aggiungendo un'ulteriore terza all'accordo di settima. Analogamente a questi ultimi, infatti, è richiesta la preparazione della settima e della nona, a meno che l'accordo di nona non sia costruito sulla dominante (vedi sotto). Essendo formati da cinque parti diverse hanno (teoricamente) un quarto rivolto con la nona al basso.

## Accordo di 9ª di prima specie (9ª di dominante)
L'accordo di nona di prima specie (come l'accordo di settima di prima specie) non richiede la preparazione in quanto la nona è una dissonanza naturale. 
La nona maggiore si trova sul V.
Come un accordo di dominante (V grado) risolve sul I grado.

## Accordo di 9ª di seconda specie (minore 9ª)
L'accordo di nona di seconda specie è un accordo minore con la settima e la nona (esempio ReMin9 = Re,Fa,La,Do,Mi), lo troviamo sul II e VI grado maggiore.

## Gestione delle voci
Durante la cadenza tipo V - I (esempio Sol9 che risolve su Do)La 9ª deve trovarsi sempre a distanza di nona dalla fondamentale e a distanza di 7ª dalla sensibile (3ª). Eccezionalmente la sensibile può trovarsi al di sopra della nona ma solo nell'accordo di nona minore in quanto, in tale accordo, viene a crearsi una sufficiente distanza tra le due parti.
N.B. L'accordo di nona minore può risolvere anche sul I maggiore in quanto riferentesi alla Scala Maggiore Armonica (VI grado abbassato).

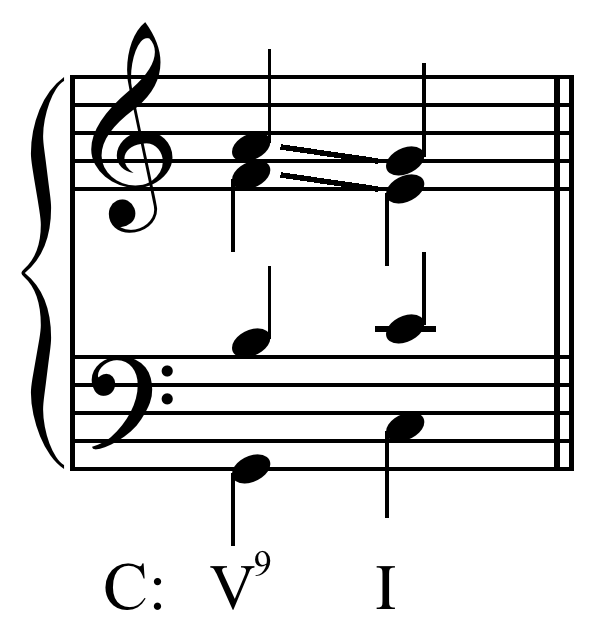
Come risolve un Accordo di V grado maggiore nona sul primo grado

L'accordo di nona di prima specie risolve in tal modo:
- La 9ª scende (in quanto nota dissonante)
- La 7ª scende
- La 5ª è parte libera: sale o scende (ma, solitamente, nella scrittura musicale a quattro parti viene omessa)
- La 3ª sale perché sensibile.

N.B. Facendo scendere la 5ª si incorre nell'errore di quinte parallele che si verifica tra la 9ª e la 5ª. In tal caso la 5ª deve salire. Tuttavia, in due casi, la 5ª può scendere:
- Se c'è la risoluzione anticipata della 9ª
- Se la 5ª si trova al di sopra della 9ª.

I rivolti sono gli stessi dell'accordo di settima di prima specie. Vi sarebbe un quarto rivolto che però non è ammesso scolasticamente in quanto la 9ª non si troverebbe più a distanza di nona dalla fondamentale.